# Gjergj Pekmezi
Gjergj Pekmezi vagy németesen Georg Pekmezi (Tushemisht, 1872. április 23. – Bécs, 1938. február 24.) albán diplomata, nyelvész. Élete jelentős részében Ausztriában élt.

## Életútja
Az Ohridi-tó partján fekvő Tushemishtban született. 1884-től Manasztirban, 1890 és 1894 között Belgrádban tanult, végül 1894 és 1898 között a Bécsi Egyetem hallgatója volt. Az egyetem elvégzését követően tanárként helyezkedett el az osztrák fővárosban, ezzel párhuzamosan albán nyelvészeti kutatásokkal, nyelvkönyvek írásával foglalkozott. Idővel az osztrák külügyminisztérium alkalmazásába került mint albántolmács. Az 1900-as évek második felében Hilë Mosival együtt a bécsi albánok egyik hazafias szervezete, a Lirija (’Szabadság’) megbízásából albán diákok tanulmányi ügyeit intézte a Bécsi Egyetemen. Ezekben az években karolta fel és támogatta Norbert Joklt albán nyelvészeti stúdiumainak megkezdésében.
Albánia függetlenségének kikiáltását követően hazatért Albániába. 1913-tól tolmácsként dolgozott előbb az Albánia Határait Kijelölő Nemzetközi Bizottság mellett, majd 1914 márciusától az Osztrák–Magyar Monarchia durrësi konzulátusán. 1916-ban felkérték, hogy vegyen részt a shkodrai Albán Irodalmi Bizottság munkájában, amelynek fő feladata az egységes irodalmi nyelv kialakítása volt. Az első világháborút követően, 1920 és 1924, majd 1926 és 1928 között Albánia bécsi nagyköveti szolgálatát látta el. A diplomáciai munkától visszavonulva, 1928-tól haláláig a Bécsi Egyetemen tanított albán nyelvészetet. Albánra fordította és 1936-ben kiadatta Daniel Defoe Robinson Crusoe című regényét.

## Főbb művei
- Gjergj Pekmezi: Vorläufiger Bericht über das Studium des albanesischen Dialekts von Elbasan. Wien: (kiadó nélkül). 1901.
- Dr. Pekmezi: Grammatik der albanesischen Sprache. Wien: Dija Poradeci. 1908.  294 o
- F. Manek – G. Pekmezi – A. Stotz: Albanesische Bibliographie / Bibliografija shqype. Wien: Dija Poradeci. 1909.  147 o
- Maximilian Lambertz – Georg Pekmezi: Lehr- und Lesebuch des Albanischen. Wien: (kiadó nélkül). 1913.
- Georg Pekmezi – Alfred Hauser: Lese-und Übungsbuch der Albanischen Sprache: Mit einen Anhang: Chrestomathie. Wien: Roller. 1914.  147 o
- Bleta shqypëtare e Thimi Mitkos. Vjen: (kiadó nélkül). 1924.  304 o